# Arnold Wetl
Arnold Wetl (Eibiswald, 2 febbraio 1970) è un ex calciatore austriaco, di ruolo centrocampista.

## Palmarès
- Coppa d'Austria: 1

Sturm Graz: 1995-1996
- Supercoppa di Portogallo: 1

Porto: 1996
- Campionato portoghese: 1

Porto: 1996-1997